# مقبرة حرب البصرة
مقبرة حرب البصرة هي مقبرة عسكرية في البصرة جنوب العراق التي يدفن فيها أفراد لجنة قبور حرب الكومنولث.
أبرز المدفونين في المقبرة الحاصلان على وسام صليب فيكتوريا وهما جورج غودفري ماسي ويلر وهنري هوارد، الإيرل التاسع عشر لسوفولك.